# Správa národní banky (Užhorod)
Správa národní banky je funkcionalistická budova v Užhorodě, která slouží pro potřeby pobočky Národní banky Ukrajiny na území Zakarpatské oblasti. Budova vznikla v meziválečném období a jejím architektem je František Šrámek. Nachází se na adrese Nebeskoj sotni 6

## Historie
Funkcionalistická dvoupatrová budova vznikla v duchu tehdejších staveb, které sloužily pro potřeby úřadů nově vzniklého československého státu. Spolu s dalšími budovami, které sloužily především úředníkům, vznikla na rozhraní čtvrti Malé Galago a historického centra města Užhorodu. Tvoří jeden z rohů bloku domů, který z východní strany vymezuje Vulica Nebeskoj sotni a ze strany jižní nábřeží Naberežna Nezaležnosti.
Stavba byla dokončena v roce 1933; na její realizaci se podílela společnost Havlík & Říčař. Průčelí budovy je obložené dekorativním kamenem a zdobí jej čtyři alegorické sochy.
V současné době slouží budova pro potřeby ukrajinské národní banky.